# Atollo Noonu
L'atollo Noonu è un atollo delle Maldive. Il capoluogo dell'atollo Noonu è Manadhoo.

## Isole abitate
Foddhoo, Henbandhoo, Holhudhoo, Kendhikolhudhoo, Kudafaree, Landhoo, Lhohi, Maafaru, Maalhendhoo, Magoodhoo,  Manadhoo, Miladhoo, Velidhoo.